# Silvan
Silvan (em turco: Silvan; em turco otomano: ميا فارقين; romaniz.: Meyafarikîn; em árabe: ميافارقين‎; romaniz.: Meiafarakin/Mayyafariqin; em armênio/arménio: Նփրկերտ; romaniz.: Np'rkert; em grego: Mαρτυρόπολις; romaniz.: Martyropolis; em curdo: Farqîn; em siríaco: ܡܝܦܪܩܝܛ; romaniz.: Mayperqiṭ é uma cidade da província de Diarbaquir, na Turquia. Sua população é de 43 676.

## História
Silvan tem sido identificada por vários estudiosos como uma das possíveis localizações (a outra sendo Arzan) de Tigranocerta, a antiga capital do Reino da Armênia, que foi construída pelo rei Tigranes, o Grande (r. 95−55 a.C.) e nomeada em sua honra. Em 69 a.C., o exército da República Romana derrotou as tropas de Tigranes na batalha de Tigranocerta. A cidade perdeu sua importância como um próspero centro de comércio e cultura helenística nas décadas seguintes. Em 387, com a paz de Acilisena, o Tigranocerta foi incorporada ao Império Bizantino.
Ca. 400, o bispo da cidade, Maruta (depois, São Maruta), trouxe um grande número de relíquias de volta do Império Sassânida. Eram relíquias de mártires cristãos perseguidos sob governo sassânida. Por esta razão a cidade foi nomeada Martirópolis, "cidade dos mártires". Seguindo as reformas de Justiniano (r. 527–565), a cidade foi feita a capital da província da Armênia Quarta. Foi conhecida pelo nome de Miafariquim após os árabes tomarem a região no século VII. Declinou em importância sobre os séculos e foi reduzida a um pequeno assentamento pelo século XII.
Personalidades conhecidas de Silvan; Dr. Yusuf Azizoglu, Mehdi Zana, Dr. Yekta Uzunoglu, Leyla Zana, Rojen Barnas